# 莱昂尼达斯·普拉萨
莱昂尼达斯·普拉萨·古铁雷斯（西班牙語：Leónidas Plaza Gutiérrez，1865年—1932年）是厄瓜多尔政治人物，曾兩度擔任厄瓜多尔总统。